# Neomerinthe bathyperimensis
Neomerinthe bathyperimensis is een straalvinnige vissensoort uit de familie van schorpioenvissen (Scorpaenidae). De wetenschappelijke naam van de soort is voor het eerst geldig gepubliceerd in 2002 door Zajonz & Klausewitz.